# Sergio Pisano
Sergio Pisano, vollständiger Name Sergio Pisano Pereira (* 13. Juni 1941 in Montevideo; † 17. Juli 2017 ebenda), war ein uruguayischer Basketballspieler.

## Karriere

### Verein
Der je nach Quellenlage 1,90 Meter oder 1,91 Meter große Sergio „Pata“ Pisano spielte auf Vereinsebene von 1956 bis 1973 für Olimpia Anschließend wechselte er zu Colón. 1979, im Jahr seines Karriereendes, war er noch für Sarandí aktiv.

### Nationalmannschaft
Für die nationalen Auswahlteams Uruguays wurde Pisano ebenfalls nominiert. 1963 gehörte er dem uruguayischen Aufgebot bei den Panamerikanischen Spielen an. Wenige Wochen später war Pisano Teil der Nationalmannschaft, die unter Trainer Dante Méndez bei der Basketball-Weltmeisterschaft 1963 im Endklassement den zehnten Platz erreichte. Im Folgejahr nahm er an den Olympischen Spielen 1964 teil. Mit der von Trainer Raúl Ballefín trainierten Mannschaft belegte er in Tokio den achten Rang. Bei der Basketball-Weltmeisterschaft 1967 im heimischen Montevideo klassierte er mit der Celeste auf dem siebten Platz. 1968 spielte er mit Uruguay das vorolympische Turnier. Auch dem Kader bei der Basketball-Weltmeisterschaft 1970 gehörte Pisano an und belegte mit seinem Heimatland Rang 7.